# گارنیک چوخاجیان
گارنیک آلکسانی چوخاجیان (ارمنی: Գառնիկ Ալեքսանի Չուխաջյան؛ زادهٔ ۲۸ فوریهٔ ۱۹۳۵ - درگذشته ۲۸ فوریهٔ ۲۰۲۱) یک شیمی‌دان اهل ارمنستان بود.

## زندگی‌نامه
در ۲۸ فوریهٔ ۱۹۳۵ در لنیناکان به دنیا آمد و از دانشگاه دولتی ایروان (۱۹۵۷) فارغ‌التحصیل شد. وی عضو فرهنگستان ملی علوم ارمنستان بود.  وی در ۲۸ فوریهٔ ۲۰۲۱ در سن ۸۶ سالگی در مسکو درگذشت.

## یادداشت
1. ↑  քիմիական գիտությունների դոկտոր